# Hoberlandtiana
Hoberlandtiana is een geslacht van wantsen uit de familie van de Reduviidae (Roofwantsen). Het geslacht werd voor het eerst wetenschappelijk beschreven door Kormilev & van Doesberg in 1986.

## Soorten
Het genus is monotypisch en bevat alleen de volgende soort:

- Hoberlandtiana iranica (Hoberlandt, 1959)